# Ты мой (фильм, 1990)
«Ты мой» (хинди तुम मेरे हो, Tum Mere Ho) — индийский фильм-фэнтези, снятый отцом Аамира Кхана Тахиром Хуссэйном. Фильм получил низкие оценки критиков

## Сюжет
Заклинатель змей Шива встречает прекрасную Паро. Молодые люди влюбляются друг в друга, что приводит в ярость отца девушки. После того, как на юношу нападают с целью убить, Паро отвергает свою любовь, а затем к своему ужасу узнаёт, что ещё в детстве её выдали замуж и в этом же возрасте она овдовела. Теперь же девушка обязана покинуть родительский дом и переехать к семье своего покойного мужа…

## Роли
- Аамир Кхан — Шива
- Джухи Чавла — Паро
- Калпана Айер[англ.] — Змея
- Аджит Вачани[англ.] — Чоудри Чаранджит Сингх
- Судхир Пандей[англ.] — Тхакур Чоудхари
- Менка Патель — Пунам

## Музыка
| № | Оригинальное название          | Исполнитель(ница)             |
| - | ------------------------------ | ----------------------------- |
| 1 | «Maine Daba Li Thi»            | Анурадха Паудвал              |
| 2 | «Sheesha Chahe Toot Bhi Jaaye» | Удит Нараян                   |
| 3 | «Jatan Chahe Jo Karle»         | Удит Нараян, Садхана Саргам   |
| 4 | «Jatan Chahe Jo Karle» v2      | Удит Нараян, Садхана Саргам   |
| 5 | «Tum Mere Ho»                  | Удит Нараян, Анупама Дешпанде |
| 6 | «Tum Mere Ho» v2               | Удит Нараян                   |
| 7 | «Tum Mere Ho» v3               | Удит Нараян, Анупама Дешпанде |